# Cadillac V-Series.R
Chronologie des modèles
Cadillac DPi-V.R
La Cadillac V-Series.R (ou Cadillac V-LMDh) est une voiture de course conçue par Dallara et Cadillac.
Elle répond à la nouvelle réglementation LMDh (Le Mans Daytona h) de l'IMSA et de l'ACO dévoilée en 2020.

## Genèse et développement
Le 20 janvier 2020, en marge des 24 Heures de Daytona, lors d'une conférence de presse commune entre l'IMSA et l'ACO, la nouvelle catégorie Le Mans Daytona h est présentée. À la suite de cette annonce, Mark Kent, directeur de General Motors Racing, félicite l'IMSA et l'l'ACO pour leur annonce de convergence dans la catégorie reine des courses de prototypes et s'affirme encouragé par la perspective d'une formule internationale pour l'avenir des courses de prototypes.
Le 24 août 2021, Cadillac confirme son arrivée en LMDh avec un prototype qui roulera en Championnat du monde d'endurance et en WeatherTech SportsCar Championship dès 2023 et confirme que Dallara est sélectionné comme partenaire pour le futur châssis. Les écuries retenues pour ce programme sont le Chip Ganassi Racing et Action Express Racing.
Le 13 septembre 2021, Laura Wontrop Klauser, responsable du programme compétition de General Motors, déclare que Cadillac espère commencer les essais sur piste au printemps 2022 afin de faire faire le plus de tests possibles. Malgré le fait que le premier visuel publié représente la voiture sans aileron, comme la Peugeot 9X8, elle confirme que la future voiture roulera bien avec un aileron arrière traditionnel.
Le 9 février 2022, un nouveau visuel montrant l'avant de la future voiture est présenté. Chris Mikalauskas, chef de la conception chez Cadillac, précise que les caractéristiques de la marque seront immédiatement reconnaissables. Des éléments de l'ADN de la marque Cadillac, comme l'éclairage vertical et les lames flottantes, sont présents partout.
Le 9 juin 2022, dans le cadre des 24 Heures du Mans, Cadillac révèle des visuels de la future voiture. Quelques semaines plus tard, la voiture peut être observée pour la première fois par le public dans le cadre de l'événement Eyes On Design.
Le 8 juillet 2022, Cadillac annonce que la voiture a pris la piste pour la première fois, avec comme pilote Earl Bamber.
Le 27 février 2023, lors de la présentation des équipes engagées pour les 24 Heures du Mans 2023, Cadillac renomme son prototype Cadillac V-Series.R.
En janvier 2024, faisant suite à une année de compétition, Stephen Mitas, directeur de l'écurie opérant pour le compte de Cadillac Racing dans le Championnat du monde d'endurance, confirme qu'un travail est en cours en coulisses afin développer la voiture pour sa troisième année d'engagement en GTP et Hypercar.

## Compétition

### 2023

#### Championnat du monde d'endurance FIA
24 heures du Mans

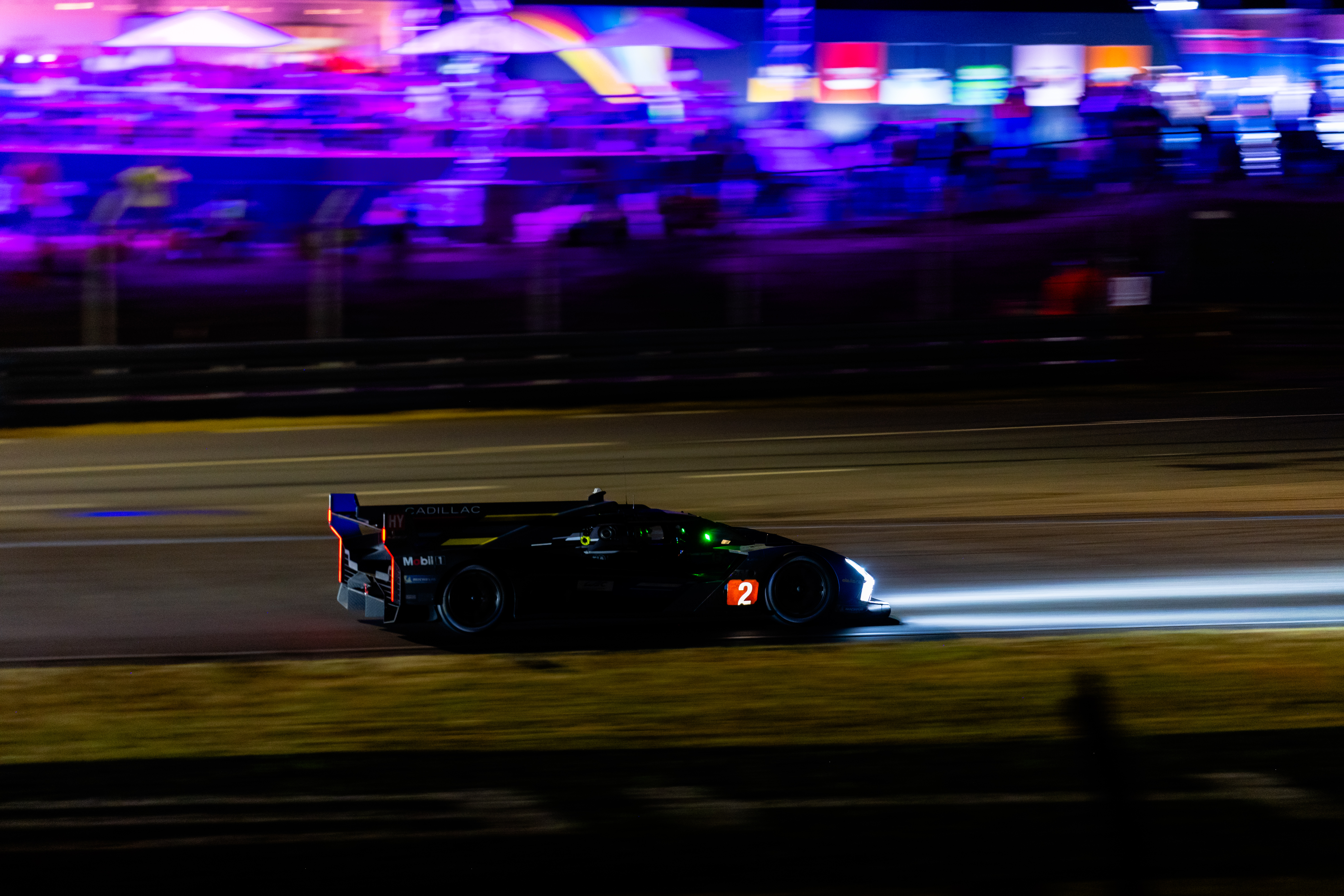
Cadillac n°2 de l'écurie Chip Ganassi de nuit lors des 24 heures du Mans 2023.

Cadillac connait des difficultés lors des premières heures de course, avec deux de leurs trois voitures impliquées dans des accidents. Le premier incident se produit dès le tour d'ouverture lorsque Jack Aitken accidente la voiture n°311 d'Action Express à la première chicane. Il en perd le contrôle et vient percuter la barrière, endommageant considérablement l'avant de la voiture. Il est néanmoins capable de rejoindre les stands pour effectuer des réparations. La voiture d'Action Express retourne en course après une longue période passée dans le garage, perdant 16 tours sur les leaders. La voiture se terminera la course 17e au classement général. Dans la deuxième heure de la course, Sébastien Bourdais dans la Cadillac n°3 est impliqué dans une collision avec deux voitures GTE dans la chicane Dunlop, entraînant des dommages à l'arrière de la voiture. Cet incident se produit dans une slow zone établie après un accident impliquant la voiture LMP2 du Nielsen Racing. Néanmoins, Bourdais réussit à ramener la voiture aux stands et Scott Dixon peut reprendre le volant avec un retard d'environ 4 minutes, restant ainsi dans le même tour que les leaders. Malgre les difficultés initiales, la voiture n°3 arrive 4e au classement général. La voiture n°2 a connu une course sans gros problèmes, à l'exception d'une embardée de Richard Westbrook pendant la nuit en raison d'une averse soudaine alors qu'il était en pneus lisses. La voiture n°2, fiable et bien pilotée, termine un tour derrière les leaders Ferrari et Toyota et décroche ainsi la troisième place du podium.
6 heures de Fuji
La Cadillac n°2 se qualifie à la 5e place sur la grille de départ, mais à presque une seconde de la Toyota n°7, qui réalise le meilleur temps. Cette performance la place derrière les Toyota, mais aussi derrière les Porsche 963. Dès les premiers instants de la course, à la suite d'un passage assez chaotique au virage n°1, la Cadillac n°2 se positionne à la 5e place. Néanmoins la Toyota n°8 reprend rapidement l'avantage sur elle. Plus tard, dans les dernières heures, le pneu de la voiture se détache, une occurrence rare à un tel niveau de la compétition, mais Earl Bamber peut ramener celle-ci aux stands. Cet incident retarde la Cadillac qui termine finalement 9e en catégorie Hypercar.

#### WeatherTech SportsCar Championship
24 heures de Daytona

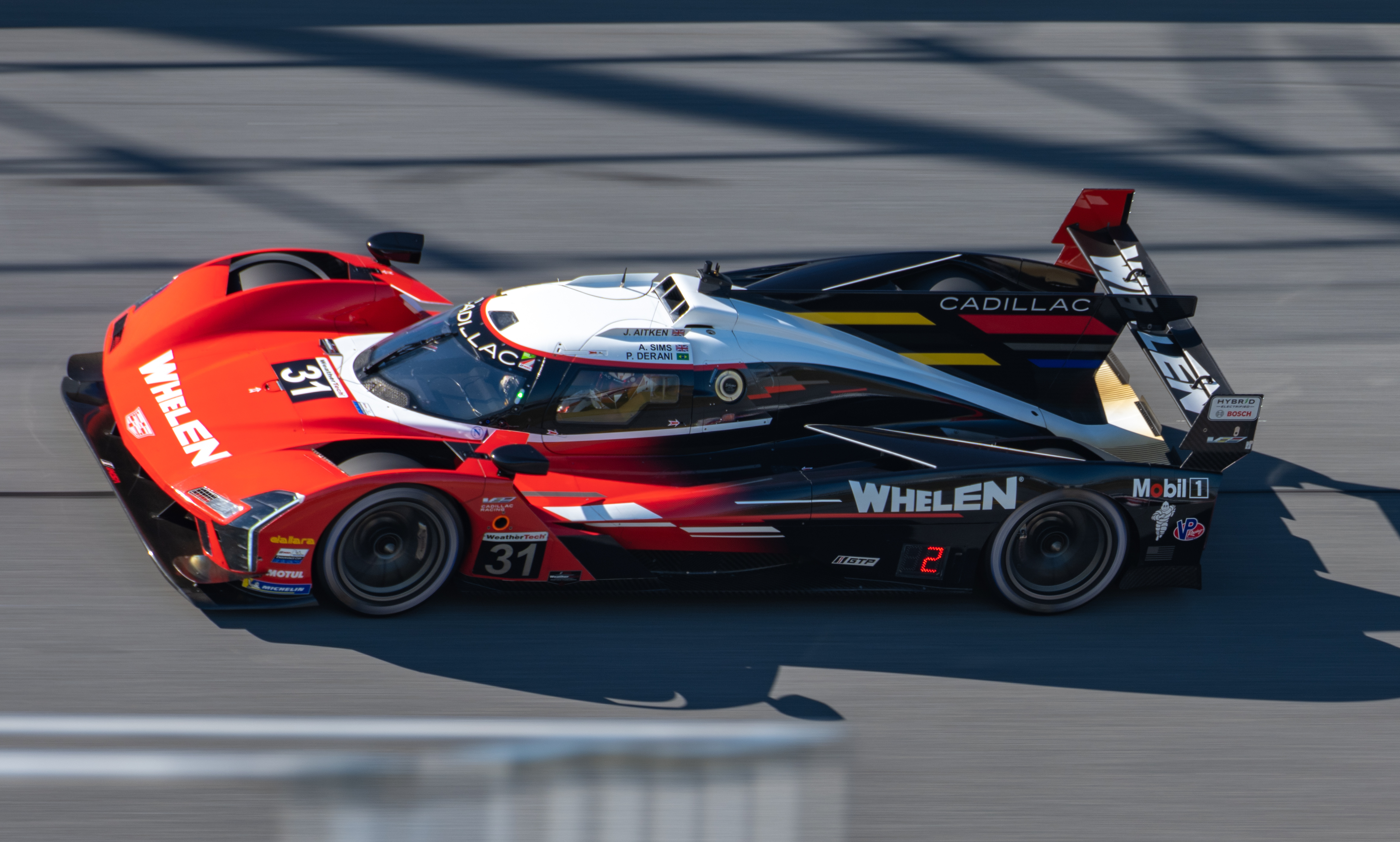
Cadillac n°31 de l'écurie Action Express lors des 24 heures de Daytona 2023.

 Les qualifications pour les 24 heures de Daytona se révèlent très serrées. Toutes les voitures de la catégorie GTP se trouve à moins d'une seconde de l'Acura n°10, en pole position. Les Cadillac se qualifient en 4e, 5e et 6e positions. Lors du début de course, elles se situent au milieu du groupe des GTP. Dès le premier tour, la Cadillac n°1 de Sébastien Bourdais passe rapidement de la quatrième à la deuxième place. Au cours des premières heures de course, les Cadillac restent compétitives, et la voiture n°1 prend la tête après trois heures. Pendant la nuit, elle évite de justesse la voiture n°8, qui a perdu le contrôle. Elle est néanmoins heurtée par la voiture qui la suivait, la LMP3 n°13. Durant la nuit, le rythme des Cadillac n°2 et n°31 leur permet de prendre la tête. La Cadillac n°31, pilotée par Pipo Derani, alors en tête, est percutée par Hélio Castroneves au volant de l'Acura ARX-06 n°60. Cet incident a peu de conséquences pour la Cadillac, qui conserve sa première place, alors que Castroneves se retrouve contraint à un arrêt aux stands. Alors que les Cadillac n°1 et n°2 continuent de mener une course sérieuse, illustrée par la première place de la voiture n°1 à la seizième heure de la course, la Cadillac n°31 est contrainte de s'arrêter en raison d'un dysfonctionnement de sa suspension arrière gauche. L'arrêt dure 30 minutes, rendant la victoire de celle-ci très improbable. Entre la seizième et la dix-huitième heure, les voitures n°1 et n°60 se disputent la première place. Alors que la voiture n°1 est en tête, un drapeau jaune permet à l'Acura n°60 et à la Cadillac n°2 de réduire leur retard sur le leader. À la reprise, la voiture n°60, aux mains de Simon Pagenaud, reprend la tête. Alors que la fin de la course approche, deux drapeaux jaunes permettent également à l'Acura ARX-06 n°10 de se rapprocher des Cadillac. Après le dernier drapeau jaune, à seulement 27 minutes de la fin, les deux Acura conservent les première et deuxième places jusqu'au drapeau à damier. Les Cadillac terminent respectivement aux 3e, 4e et 5e places.
12 heures de Sebring
Lors des qualifications, la voiture n°31 de l'écurie Action Express obtient la pole position, suivie par la voiture n°1. La course est indécise jusqu'à la fin et marquée par de nombreuses interruptions. Des accidents éliminent plusieurs prétendants à la victoire, y compris la Cadillac n°1 pilotée par Sébastien Bourdais, Renger van der Zande et Scott Dixon. Bourdais avait pris la tête au bout de neuf heures, mais un problème moteur l'a contraint à rentrer aux stands, mettant fin à ses espoirs. La bataille pour la victoire s'intensifie vers la fin de la course avec plusieurs équipes en lice, dont la Cadillac n°31, l'Acura n°10 et les deux Porsche n°6 et n°7. Finalement, après que les trois voitures de tête se soient percutées, la Cadillac n°31 réussit à prendre la tête, qu'elle conserve jusqu'au drapeau à damiers. C'est la première victoire pour l'écurie Action Express Racing en 2023, de même que la première victoire d'une Cadillac V-Series.R.
Grand Prix de Long Beach
Les qualifications sur le circuit de Long Beach sont largement dominées par les deux Acura ARX-06, la première Cadillac, la n°1 étant 3e et accusant un retard de près d'une seconde. La Cadillac n°31 du Action Express Racing se classe en 7e position. Lors du Grand Prix, les Cadillac ont obtenu des résultats mitigés. Dès les premiers instants de la course, la Cadillac n°1, lors de son freinage en entrée du premier virage, heurte l'Acura no 60 puis le mur intérieur de protection. Une sécurité électronique s'enclenche et empêche la voiture de redémarrer. Alexander Sims dans la Cadillac n°31 progresse après l'incident et cède le volant à Pipo Derani. Celui-ci réussit à atteindre la 2e place. Cependant, un arrêt au stand pour changer les pneus et faire le plein les fait descendre à la e. La voiture franchit la ligne d'arrivée 5e de la catégorie GTP. La Cadillac n°1 termine 8e et dernière de la catégorie GTP.
Monterey Sports Car Championships
Lors des qualifications, les Cadillac n°31 et n°01 obtiennent les 4e et 6e places. À la suite d'un départ difficile, la Cadillac n°01 est dépassée par les trois voitures directement derrière elle, après 20 secondes. À ce moment, la voiture est donc dernière de sa catégorie. La Cadillac n°31 profite, de son côté, du blocage des roues des deux Porsche 963 qui la précèdent et arrive à prendre la 2e place de la course. Lors de la première période de neutralisation qui se déclenche après 2 h 20 min de course, l'écurie décide de ne pas changer les pneumatiques de la n°31, ni ceux de la n°01 lors du premier arrêt aux stands. Cette décision place la Cadillac n°31 en tête de la course au moment où le drapeau vert est brandi. La voiture n°01 est à la 3e place au moment de la relance de la course. Alors qu'il reste 1 h 40 min, l'écurie profite de l'opportunité d'un drapeau jaune pour changer les pneumatiques de la n°01. Renger van der Zande profite de son avantage de pneumatiques neufs, et dépasse toutes les autres voitures jusqu'à arriver à la 2e place, au moment du dernier drapeau jaune. À la suite de cette période de neutralisation, les deux Cadillac mènent la course. La n°01 dépasse la voiture sœur et prend la tête. Plus tard, alors qu'il reste 15 minutes de course, la Cadillac n°31 est dépassée par la Porsche n°7 et termine 3e, alors que la Cadillac n°01 remporte la course
Indianapolis
Lors des qualifications, la Cadillac n°01 arrive a décrocher la 4e place de la grille de départ en réalisant son meilleur temps durant les deux dernières minutes de la session. La Cadillac n°31 ne se qualifie qu'à la 8e  place. Lors de la course, la Cadillac n°01 n'est pas en mesure d'éviter le chaos du début car elle est heurtée par la BMW n°24. Endommagée, elle est contrainte de se rendre aux stands afin d'être réparée,. La Cadillac n°31 perd une place dès le départ, alors qu'elle tente d'éviter les autres voitures. Elle sort de la piste, roule dans l'herbe, et se réinsère dans le trafic derrière la Porsche 963 n°59. Lors de la seconde neutralisation, la Cadillac n°31 ne procède qu'au changement de deux pneus sur quatre, ce qui lui permet de s'intercaler entre les deux Porsche 963, à la 2e place à ce moment de la course. Quelques instants plus tard, la direction de course demande même à la Cadillac de prendre la tête, car les deux 963 n'ont pas n'ont pas assez rapidement dépassé les voitures GT lors du Wave Around. Mais à environ une heure de la fin, le trafic gène la Cadillac n°31 ce qui laisse l'opportunité aux deux 963 de se rapprocher. Dans la ligne droite, les deux Porsche n°7 et n°6 poussent la Cadillac n°31 à la faute au moment du freinage. Pipo Derani bloque ses roues, et les deux Porsche 963 le dépassent. Plus tard, c'est à la suite d'une erreur en piste de la n°31 que la BMW n°24 parvient à la dépasser et ainsi prendre la 3e place de la course. La Cadillac n°31 passe le drapeau à damiers à la 4e position, alors que la Cadillac n°01 termine à la 7e position.

### 2024

#### WeatherTech SportsCar Championship
24 heures de Daytona
La séance de qualification est l'occasion pour Cadillac de briller. Les deux voitures, n°31 et n°01, se qualifient aux deux premières places de la grille de départ.

## Technique
La voiture est équipée d'un tout nouveau moteur V8 Cadillac de 5,5 litres à DACT développé par l'équipe de propulsion Performance and Racing de General Motors basée à Pontiac (Michigan), et associé au système hybride commun LMDh. Avec ce nouveau système de récupération d'énergie en combinaison avec l'unité moteur-générateur de Bosch, la batterie de Williams Advanced Engineering et la boîte de vitesses de Xtrac, la voiture de course dispose de 680 chevaux.

## Palmarès

### Résultats complets du Championnat du monde d'endurance de la FIA
Les courses en gras indiquent que la pole position a été réalisée. Les courses en italique indiquent que l'écurie a réalisé le meilleur tour en course.
Les résultats des courses sont indiqués pour la classe Hypercar et non le classement général.
| Année | Entrant                      | Classe   | Pilotes                                                         | No. | Courses.   | Courses  | Courses | Courses  | Courses  | Courses | Courses | Courses  | Courses | Pts. | Pos. |
| Année | Entrant                      | Classe   | Pilotes                                                         | No. | Courses.   | 1        | 2       | 3        | 4        | 5       | 6       | 7        | 8       | Pts. | Pos. |
| ----- | ---------------------------- | -------- | --------------------------------------------------------------- | --- | ---------- | -------- | ------- | -------- | -------- | ------- | ------- | -------- | ------- | ---- | ---- |
| 2023  | Cadillac Racing              | Hypercar | Earl Bamber Alex Lynn Richard Westbrook                         | 2   | Toutes     | SEB 4    | POR 4   | SPA 5    | LMN 3    | MZA 10  | FUJ 10  | BHR 11   | -       | 79   | 4e   |
| 2023  | Cadillac Racing              | Hypercar | Sébastien Bourdais Renger van der Zande Jack Aitken Scott Dixon | 3   | 3,4 3 4    | SEB      | POR     | SPA Abd. | LMN 4    | MZA     | FUJ     | BHR      | -       | 79   | 4e   |
| 2023  | Action Express Racing        | Hypercar | Pipo Derani Alexander Sims Jack Aitken                          | 311 | 4          | SEB      | POR     | SPA      | LMN 10   | MZA     | FUJ     | BHR      | -       | 79   | 4e   |
| 2024  | Cadillac Racing              | Hypercar | Earl Bamber Alex Lynn Sébastien Bourdais Álex Palou             | 2   | Toutes 1 4 | QAT Dsq. | IMO 10  | SPA Abd. | LMN 7    | INT 13  | COT 4   | FUJ Abd. | BAH 6   | 42   | 7e   |
| 2024  | Cadillac Racing              | Hypercar | Sébastien Bourdais Renger van der Zande Scott Dixon             | 3   | 4          | QAT -    | IMO -   | SPA -    | LMN Abd. | INT -   | COT -   | FUJ -    | BAH -   | 42   | 7e   |
| 2024  | Action Express Racing        | Hypercar | Pipo Derani Jack Aitken Felipe Drugovich                        | 311 | 4          | QAT -    | IMO -   | SPA -    | LMN 17   | INT -   | COT -   | FUJ -    | BAH -   | 42   | 7e   |
| 2025  | Cadillac Hertz Team Jota     | Hypercar | Alex Lynn Norman Nato Will Stevens                              | 12  | Toutes     | QAT      | IMO     | SPA      | LMN      | INT     | COT     | FUJ      | BAH     |      |      |
| 2025  | Cadillac Hertz Team Jota     | Hypercar | Earl Bamber Sébastien Bourdais Jenson Button                    | 38  | Toutes     | QAT      | IMO     | SPA      | LMN      | INT     | COT     | FUJ      | BAH     |      |      |
| 2025  | Cadillac Wayne Taylor Racing | Hypercar | Ricky Taylor Jordan Taylor Filipe Albuquerque                   | 101 | 4          | QAT      | IMO     | SPA      | LMN      | INT     | COT     | FUJ      | BAH     |      |      |
| 2025  | Cadillac Whelen              | Hypercar | Frederik Vesti Jack Aitken Felipe Drugovich                     | 311 | 4          | QAT      | IMO     | SPA      | LMN      | INT     | COT     | FUJ      | BAH     |      |      |

### Résultats complets du Championnat IMSA SportsCar Championship
Les courses en gras indiquent que la pole position a été réalisée. Les courses en italique indiquent que l'écurie a réalisé le meilleur tour en course.
| Année | Entrant                   | Classe | Pilotes                                                        | No. | Courses.                | Courses | Courses | Courses | Courses | Courses | Courses | Courses | Courses | Courses | Pts. | Pos. |
| Année | Entrant                   | Classe | Pilotes                                                        | No. | Courses.                | 1       | 2       | 3       | 4       | 5       | 6       | 7       | 8       | 9       | Pts. | Pos. |
| ----- | ------------------------- | ------ | -------------------------------------------------------------- | --- | ----------------------- | ------- | ------- | ------- | ------- | ------- | ------- | ------- | ------- | ------- | ---- | ---- |
| 2023  | Cadillac Racing           | GTP    | Sébastien Bourdais Renger van der Zande Scott Dixon            | 01  | Toutes Toutes 1–2, 9    | DAY 3   | SEB 7   | LBH 8   | LAG 1   | WGL 5   | MOS 9   | ELK 4   | IMS 7   | PET 2   | 2673 | 7e   |
| 2023  | Cadillac Racing           | GTP    | Earl Bamber Alex Lynn Richard Westbrook                        | 02  | 1                       | DAY 4   | SEB     | LBH     | LAG     | WGL     | MOS     | ELK     | IMS     | PET     | 306  | 21e  |
| 2023  | Whelen Engineering Racing | GTP    | Alexander Sims Pipo Derani Jack Aitken                         | 31  | Toutes Toutes 1–2, 5, 9 | DAY 5   | SEB 1   | LBH 5   | LAG 3   | WGL 2   | MOS 7   | ELK 6   | IMS 4   | PET 6   | 2733 | 1er  |
| 2024  | Cadillac Racing           | GTP    | Renger van der Zande Sébastien Bourdais Scott Dixon Álex Palou | 01  | 1                       | DAY     | SEB     | LBH     | LGA     | DET     | WGL     | ELK     | IMS     | ATL     |      |      |
| 2024  | Whelen Engineering Racing | GTP    | Jack Aitken Pipo Derani Tom Blomqvist                          | 31  | 1                       | DAY     | SEB     | LBH     | LGA     | DET     | WGL     | ELK     | IMS     | ATL     |      |      |

## Pilotes
- Sébastien Bourdais
- Scott Dixon
- Renger van der Zande
- Earl Bamber
- Alex Lynn
- Richard Westbrook
- Jack Aitken
- Pipo Derani
- Alexander Sims
- Álex Palou
- Tom Blomqvist
- Felipe Drugovich

## Dans la culture populaire
La Cadillac V-Series.R est l'une des deux voitures (avec la Corvette E-Ray) présente sur la couverture du jeu vidéo Forza Motorsport.